# Il mio amico Coniglio
Il mio amico Coniglio (My Friend Rabbit in inglese) è una serie animata basata sul libro di Eric Rohmann, che narra di un'amicizia tra Scheggia e Baffo, un coniglio bianco e un topo. Prodotta da Nelvana, è stata trasmessa in prima visione su Qubo negli Stati Uniti dal 6 ottobre 2007, su Treehouse TV in Canada dal 25 febbraio 2008 e Rai YoYo in Italia.

## Personaggi e doppiatori
| Nome del personaggio | Doppiatore originale    | Doppiatore italiano  |
| -------------------- | ----------------------- | -------------------- |
| Baffo                | Robert Binsley          | Massimo Di Benedetto |
| Scheggia             | Peter Oldring           | Luca Bottale         |
| Bombo                | Jeremy Harris           | Pietro Ubaldi        |
| Gaspare              | Milton Barnes           | Ivo De Palma         |
| Ambra                | Hannah Endicott-Douglas | Deborah Morese       |
| Giada                | Nissae Isen             | Silvia Villa         |
| Corallina            | Isabel De Carteret      | Marisa Della Pasqua  |
| Perla                | Camden Angelis          | Serena Clerici       |
| Nocciola             | Denise Oliver           | Daniela Fava         |
| Esterina             | Stacey DePass           | Jasmine Laurenti     |